# ギルバート・タルボット (第13代シュルーズベリー伯爵)
第13代シュルーズベリー伯爵および第13代ウォーターフォード伯爵ギルバート・タルボット（英語: Gilbert Talbot, 13th Earl of Shrewsbury and 13th Earl of Waterford、1670年 – 1743年7月22日）は、イギリスの貴族、カトリックの聖職者。

## 生涯
ギルバート・タルボット（Gilbert Talbot、1711年9月23日埋葬、第10代シュルーズベリー伯爵ジョン・タルボットの四男）とジェーン・フラッツベリー（Jane Flatsbury）の次男（長男ジョンはイエズス会所属で爵位を継承できず、1718年2月1日以前に没したとされる）として、1670年に生まれた。
1694年にイエズス会の修練士になり、1700年頃に司祭に、1709年に神父になった。1718年2月1日に初代シュルーズベリー公爵チャールズ・タルボット（第10代シュルーズベリー伯爵の次男フランシスの息子）が死去すると、シュルーズベリー伯爵の爵位を継承したが、その称号を名乗ることはなかった。
1734年から1738年までランカシャーの聖アロイシアス・カレッジの院長を務めた後、1743年7月22日に生涯未婚のまま死去、聖パンクラス旧教会に埋葬された。爵位は弟ジョージ（1733年12月12日没）の息子ジョージが継承した。